# Liste der Monuments historiques in Vanault-le-Châtel
Die Liste der Monuments historiques in Vanault-le-Châtel führt die Monuments historiques in der französischen Gemeinde Vanault-le-Châtel auf.

## Liste der Objekte
| Bezeichnung                  | Beschreibung            | Standort                         | Kennzeichnung | Schutzstatus | Datum | Bild |
| ---------------------------- | ----------------------- | -------------------------------- | ------------- | ------------ | ----- | ---- |
| Skulptur Johannes der Täufer | Marmor, 16. Jahrhundert | in der Kirche Ste-Libaire (Lage) | PM51001121    | Classé       | 1908  |      |